# بنية سبيس إكس التحتية للنقل المريخي
اقترح إيلون ماسك، وشركة سبيس إكس التي أسسها، تطوير بنيةٍ تحتية للنقل المريخي بهدف تسهيل الاستعمار النهائي للمريخ. تشتمل بنية المهمة مركبات إطلاقٍ قابلةٍ لإعادة الاستخدام بالكامل، ومركبة فضائية آمنة للنقل البشري، وخزّانات وقود موضوعة في المدار، ومنصات إطلاقٍ وهبوطٍ سريعة التبديل، بالإضافة لإنتاج وقود الصواريخ على سطح المريخ عبر استخدام الموارد المتوفرة في الموقع (آي أس آر يو). هدف سبيس إكس الطموح هو إرسال أول مهمةٍ مأهولةٍ للهبوط على سطح المريخ بحلول عام 2024.
العنصر الأساسي في البنية التحتية هي مركبة ستارشيب التابعة لسبيس إكس، وهي مركبة فضائية قابلة لإعادة الاستخدام بالكامل والمرحلة الثانية لصاروخ سوبر هايفي. لحمل حمولة كبيرة، ستدخل المركبة الفضائية مدار الأرض أولًا، لتُزود بالوقود قبل أن تغادر إلى المريخ. بعد الهبوط على المريخ، ستُزود المركبة الفضائية مرةً أخرى بالوقود المُنتج محليًا على الكوكب الأحمر للعودة إلى الأرض. تتراوح الحمولة المتوقعة لمركبة ستارشيب المحمولة على متن صاروخ سوبر هايفي بين 100 و150 طنًا نحو المريخ.
تنوي شركة سبيس إكس تركيز مواردها على الجزء المُتعلق بالنقل في مشروع استعمار المريخ، بما في ذلك تصميم محطة توليد وقود معتمدة على عملية ساباتييه الكيميائية التي سيجري نشرها على سطح المريخ لتصنيع الميثان والأكسجين السائل كوقودٍ للصواريخ اعتمادًاعلى الإمداد المحلي لغاز ثاني أكسيد الكربون في الغلاف الجوي والجليد المائي السطحي الذي يمكن الوصول إليه. مع ذلك، يدعو ماسك إلى مجموعة أهدافٍ أكبر لاستيطان المريخ على المدى الطويل، والتي تتجاوز كثيرًا ما تنوي سبيس إكس بناءه، إذ سيشمل الاستعمار الناجح في نهاية المطاف العديد من العناصر الفعّالة اقتصاديًا –سواء كانوا أفرادًا أو شركاتٍ أو حكومات– من أجل تسهيل نمو الوجود الإنساني على سطح المريخ على مدار العقود العديدة القادمة.

## وصف الخطة
على مرّ السنين، تباينت أهداف المريخ الخاصة بسبيس إكس وهياكل المهمة المحددة وتصميمات مركبة الإطلاق، ولم يُنشر بشكلٍ علني سوى معلوماتٍ جزئية. مع ذلك، بمجرد الكشف عن هيكل الخطة في أواخر عام 2016، تشاركت جميع مركبات الإطلاق والمركبات الفضائية والبنية التحتية الأرضية بالعديد من العناصر الأساسية.

### نظرة عامة على العناصر الرئيسية
تتكون بنية خطة المريخ الخاصة بسبيس إكس، التي أُعلن عنها بالتفصيل عام 2016، من مجموعةٍ من عدة عناصر أساسية –وفقًا لماسك– لجعل الرحلات طويلة المدى البعيدة عن مدار الأرض (بي إي أوه) ممكنة من خلال تقليص كُلفة نقل كلّ طنٍ إلى المريخ.
أعلن ماسك عن المزيد من التفاصيل عن هيكل الخطة في عام 2017.
- مركبة إطلاق جديدة فائقة للحمل الثقيل قابلة لإعادة الاستخدام بالكامل تتكون من مرحلة صاروخ مُعزز قابلة لإعادة الاستخدام ومرحلة ثانية قابلة لإعادة الاستخدام مدمجة مع مركبة فضائية يوجد منها نسختان على الأقل: مركبة فضائية كبيرة وطويلة الأمد، ستتجاوز مدار الأرض، وستكون قادرة على نقل الركاب أو البضائع السائبة أو وقود الصواريخ إلى وجهات أخرى في النظام الشمسي. من غير المعتاد، في هياكل المهمات الفضائية، المزج بين مرحلة إطلاقٍ ثانية مع مركبة فضائية طويلة المدى، ولم يسبق مشاهدة ذلك في تكنولوجيا الرحلات الفضائية السابقة.[10][11]
- إعادة تعبئة الوقود في المدار، وتحديدًا لتمكين المركبة الفضائية طويلة المدى من إنفاق معظم حمولتها من الوقود أثناء الإطلاق إلى مدارٍ أرضيٍ منخفض لتستخدم كمرحلة إطلاقٍ ثانية، لتوفر –بعد إعادة تعبئتها بالوقود في المدار– كمية كبيرة من الطاقة اللازمة لوضع المركبة الفضائية على مسار بين كوكبي.
- إنتاج الوقود على سطح المريخ: لتمكين رحلة العودة إلى الأرض وإعادة استخدام المركبة الفضائية، ما يُخفض كثيرًا كُلفة نقل البضائع والركاب إلى وجهات بعيدة. مرة أخرى، سيجري ملء خزانات الوقود الكبيرة في المركبة الفضائية المدمجة عن بُعد.
- اختيار الوقود المناسب: اختير وقود الميثان (CH4)/الأكسجين (O2) –المعروف أيضًا باسم «الميثالوكس العميق المُبرّد»– إذ تبين أنه أفضل من أنواع وقود الصواريخ المشهورة الأخرى مثل الكيرولوس أو الهيدرولوكس نظرًا لسهولة إنتاجه على سطح المريخ وانخفاض كُلفته على الأرض عند تقييمه من منظور تحسين النظام بشكلٍ عام. يعتبر الميثالوكس مكافئًا لأحد الخيارات الأساسية الأخرى من حيث قابلية إعادة استخدام المركبات الفضائية، وإعادة تعبئة الوقود في المدار، وملاءمتة للمركبات فائقة الحمل.[7]

### تطوير تكنولوجيا الصواريخ
أوضحت سبيس إكس الحاجة المُلحة لبناء مركبة إطلاق جديدة بالكامل، وقابلة لإعادة الاستخدام، وفائقة الحمل، وتقوم الشركة حاليًا بتطوير تصميمات تتكون من مرحلة صاروخ مُعزز قابلة لإعادة الاستخدام ومرحلة ثانية قابلة لإعادة الاستخدام مدمجة مع مركبة فضائية طويلة المدى. طوّر مهندسوا الشركة أكثر من مجموعةٍ شاملة واحدة من تصاميم الصواريخ الداعمة والمركبات الفضائية التي يعتقدون أنها ستحقق رؤية المريخ الخاصة بهم بشكلٍ أفضل.
يُطلق على التصميم الحالي للمركبة الفضائية، الذي كُشف النقاب عنه في عام 2018، اسم ستارشيب.

#### صاروخ سوبر هيفي
يبلغ ارتفاع صاروخ سوبر هيفي، والذي هو مرحلة التعزيز «اللازمة للإفلات من حقل جاذبية الأرض القوي،» 68 مترًا (223 قدمًا) وقطره 9 أمتار (30 قدمًا) ويُتوقع أن تبلغ كتلته الإجمالية عند الإنطلاق 3680000 كيلوجرام (8110000 باوند). سيُبنى هذا الصاروخ من خزانات الفولاذ المقاوم للصدأ، المملوءة بوقود الميثان والأكسجين السائلين المُبردان أسفل درجة غليانهما، مزودًا بـ 24 إلى 37 محركٍ صاروخي من نوع رابتور التي ستدفع الصاروخ بقوة 72 مليون نيوتن (16 مليون باوند–قوة) عند الإقلاع. من المتوقع أن يعود الصاروخ المُعزز في النهاية إلى الأرض ليهبط على منصة الإطلاق، على الرغم من أنه سيمتلك في البداية عدة هبوطٍ لدعم اختبار الإقلاع والهبوط العاموديان المبكر للصاروخ.
سيُبنى النموذج الأولي لصاروخ سوبر هايفي بالحجم الكامل، وليس أقصر طولًا كما جرى مع نموذج ستارهوبر. ومع ذلك، فمن المتوقع أن يُطلق في البداية بأقل من المجموعة الكاملة لمحركاته البالغة 37 محركًا، ربما بحوالي 20 محركًا.
في سبتمبر 2019، أُعلِن عن العديد من التغييرات في التصميم الخارجي لصاروخ سوبر هايفي. ستتمتع مرحلة الصاروخ المُعزز بست زعانف تعمل حصريًا كمخازن لأرجل الهبوط الست، وأربع زعانف شبكية ذات شكلٍ ماسيّ من الفولاذ الملحوم لتوفير تحكمٍ ديناميكي بالصاروخ أثناء الهبوط.

#### مركبة ستارشيب
ستارشيب هي مرحلة الإطلاق الثانية القابلة لإعادة الاستخدام التي يجري تطويرها حاليًا من قِبل سبيس إكس، كمشروع رحلات فضائية خاص. صُممت ستارشيب لتكون مركبةً فضائية طويلة المدى لنقل البضائع والركاب. على الرغم من اختبارها لوحدها في البداية، ستُستخدم في عمليات الإطلاق المداري على متن صاروخ سوبر هايفي، إذ ستكون مركبة ستارشيب المرحلة الثانية في مركبة الإطلاق ذات المرحلتين. يُطلق على هذه المركبة وصاروخها المُعزز اسم ستارشيب أيضًا.